# Квинт Аллий Максим
Квинт А́ллий Ма́ксим (лат. Quintus Allius Maximus; умер после 49 года) — политический деятель эпохи ранней Римской империи, консул-суффект 49 года.

## Биография
Квинт происходил из неименитого плебейского рода; именно он первым среди Аллиев сумел достичь высших магистратур, ввиду чего впоследствии удостоился почётного прозвища Максим (Maximus). В период с мая по июнь 49 года Максим занимал должность консула-суффекта совместно с Луцием Маммием Поллионом. Затем он был легатом-пропретором провинции Африка. Более о нём ничего не известно.